# Tom Ricketts
Tom Ricketts, pseudonimo di Thomas B. Ricketts (Londra, 15 gennaio 1853 – Hollywood, 20 gennaio 1939), è stato un attore, regista e sceneggiatore britannico che lavorò a vario titolo in almeno 350 pellicole.

## Biografia
Nato a Londra, cominciò lavorando nei locali honky tonky della capitale inglese. La sua carriera di attore lo portò a diventare uno dei più bravi attori shakespeariani dell'epoca. Negli Stati Uniti, passato a lavorare per il cinema, Ricketts diresse fino al 1919 ben 172 film. Quell'anno, però, decise di concentrare tutti gli sforzi sulla sua attività di attore.
Era sposato con Josephine Ditt, un'attrice che usò come nome d'arte anche quello da sposata di Mrs. Tom Ricketts.

## Filmografia

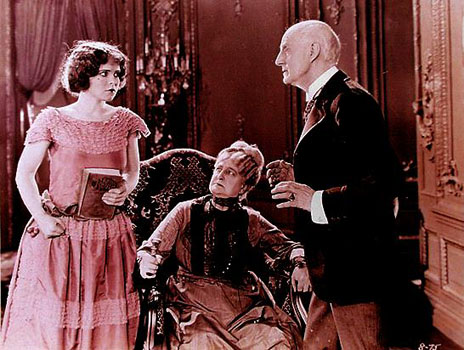
Tom Ricketts con Clara Bow e Kate Lester nel film Black Oxen (1923)

La filmografia è parziale. Quando manca il nome del regista, questo non viene riportato nei titoli

### Attore (parziale)
- A Christmas Carol (1908)
- Girls, regia di Walter Edwards (1919)
- His Official Fiancée, regia di Robert G. Vignola (1919)
- Please Get Married, regia di John Ince (1919)
- The Willow Tree, regia di Henry Otto (1920)
- All of a Sudden Peggy, regia di Walter Edwards (1920)
- The Paliser Case, regia di William Parke (1920)
- The Desperate Hero, regia di Wesley Ruggles (1920)
- The Great Lover, regia di Frank Lloyd (1920)
- The Spenders, regia di Jack Conway (1921)
- Puppets of Fate, regia di Dallas M. Fitzgerald (1921)
- Beating the Game, regia di Victor Schertzinger (1921)
- Shattered Idols
- Il match di bambù (Putting It Over)
- A Tailor-Made Man
- The Lavender Bath Lady, regia di King Baggot (1922)
- Strangers of the Night, regia di Fred Niblo (1923)
- La voragine splendente (The Dangerous Maid), regia di Victor Heerman (1923)
- Black Oxen, regia di Frank Lloyd (1923)
- L'onestà vittoriosa (Within the Law), regia di Frank Lloyd (1923)
- Circe la maga (Circe, the Enchantress), regia di Robert Z. Leonard (1924)
- Wages for Wives, regia di Frank Borzage (1925)
- Paint and Powder, regia di Hunt Stromberg (1925)
- La voce del sangue (Never the Twain Shall Meet), regia di Maurice Tourneur (1925)
- Poker Faces, regia di Harry A. Pollard (1926)
- The Cat's Pajamas, regia di William A. Wellman (1926)
- Il giglio (The Lily), regia di Victor Schertzinger (1926)
- When the Wife's Away, regia di Frank R. Strayer (1926)
- Sensation Seekers, regia di Lois Weber (1927)
- Viaggio di nozze (Just Married), regia di Frank R. Strayer (1928)
- Nido d'amore (Doomsday), regia di Rowland V. Lee (1928)
- Cercasi avventura (Bulldog Drummond), regia di F. Richard Jones e, associato, Leslie Pearce (1929)
- Gioco di bambole (Glad Rag Doll), regia di Michael Curtiz (1929)
- Light Fingers, regia di Joseph Henabery (1929)
- Se io fossi re (The Vagabond King), regia di Ludwig Berger e, non accreditato, Ernst Lubitsch (1930)
- Prince of Diamonds, regia di Karl Brown (1930)
- Sweet Kitty Bellairs, regia di Alfred E. Green (1930)
- Scarlet Pages, regia di Ray Enright (1930)
- Madame du Barry (Du Barry, Woman of Passion), regia di Sam Taylor (1930)
- The Life of the Party, regia di Roy Del Ruth (1930)
- Man of the World, regia di Richard Wallace e Edward Goodman (1931)
- Cavalcata (Cavalcade), regia di Frank Lloyd (1933)
- Susanna (I Am Suzanne!), regia di Rowland V. Lee (1933)
- Gli occhi dell'anima (Pursued), regia di Louis King (1934)
- La modella mascherata (Escapade), regia di Robert Z. Leonard (1935)
- Le due città (A Tales of Two Cities), regia di Jack Conway (1935)
- Il cardinale Richelieu (Cardinal Richelieu), regia di Rowland V. Lee (1935)
- Il principe e il povero (The Prince and the Pauper), regia di William Dieterle e William Keighley (1937)

### Regista

#### 1909
- Justified (1909)
- Gratitude (1909)
- A Woman's Wit (1909)
- Maud Muller (1909)
- The Game (1909)

#### 1910
- The Adventuress - cortometraggio (1910)
- His Only Child (1910)
- Baby's First Tooth (1910)
- The Hand of Uncle Sam (1910)
- The Stolen Fortune (1910)
- A Quiet Boarding House (1910)
- A Darling Confusion (1910)
- An Advertisement Answered (1910)
- The Thief (1910)
- A Fair Exchange (1910)
- Whist! (1910)
- Romantic Redskins (1910)
- The Lure of the City (1910)
- Starlight's Devotion (1910)
- The Regeneration (1910)
- Vera, the Gypsy Girl (1910)

#### 1911
- The Transgressor (1911)
- The Professor's Romance (1911)
- In the Commissioned Ranks (1911)
- The Truth (1911)
- The Stolen Necklace (1911)
- His Wife (1911)
- The Little Burglar (1911)
- Hands Across the Cradle (1911)
- The Young Doctor (1911)
- Let Us Smooth the Way (1911)
- Desperate Desmond Almost Succeeds (1911)
- His Vacation (1911)
- Just Two Little Girls (1911)
- The Best Man Wins (1911)

#### 1912
- Desperate Desmond Fails - cortometraggio (1912)
- A Brave Little Woman (1912)
- Desperate Desmond on the Trail Again (1912)
- Desperate Desmond at the Cannon's Mouth (1912)
- The Revelation
- The Unknown Model
- The Feudal Debt
- Over a Cracked Bowl
- The Bachelor and the Baby - cortometraggio (1912)
- The Cub Reporter's Big Scoop
- The Torn Letter (1912
- A Pair of Baby Shoes
- The Ten of Diamonds
- The Foreign Spy (1912)
- The Half-Breed's Way (1912)
- The Belle of Bar-Z Ranch (1912)
- The Dawn of Netta (1912)
- The Story of a Wallet (1912)
- Maud Muller (1912)
- The Indian Raiders - cortometraggio (1912)

#### 1913
- When Chemistry Counted - cortometraggio (1913)
- The Poisoned Chop - cortometraggio (1913)
- Red Sweeney's Defeat - cortometraggio (1913)
- The Ghost of the Hacienda - cortometraggio (1913)
- Mrs. Carter's Campaign - cortometraggio (1913)
- The Flirt and the Bandit - cortometraggio (1913)
- The Making of a Woman - cortometraggio
- The Step Brothers - cortometraggio
- In Three Hours - cortometraggio (1913)
- Martha's Decision - cortometraggio (1913)
- The Trail of the Lost Chord - cortometraggio (1913)
- A Spartan Girl of the West - cortometraggio (1913)
- A Divorce Scandal - cortometraggio (1913)
- Armed Intervention - cortometraggio
- Where the Road Forks - cortometraggio (1913)
- Fate's Round-Up - cortometraggio (1913)
- The Shriner's Daughter - cortometraggio (1913)
- In the Firelight - cortometraggio (1913)

#### 1914
- The Miser's Policy - cortometraggio (1914)
- Unto the Weak - cortometraggio (1914)
- The Return of Helen Redmond (1914)
- Calamity Anne in Society - cortometraggio (1914)
- The Hermit - cortometraggio (1914)
- The Lost Treasure - cortometraggio (1914)
- The Dream Child - cortometraggio (1914)
- The Carbon Copy - cortometraggio (1914)
- The Pursuer Pursued - cortometraggio (1914)
- A Modern Free-Lance - cortometraggio (1914)
- A Decree of Justice - cortometraggio (1914)
- Like Father, Like Son - cortometraggio (1914)
- The Second Clue - cortometraggio (1914)
- The Independence of Susan - cortometraggio (1914)
- Her Fighting Chance - cortometraggio (1914)
- In the Moonlight - cortometraggio (1914)
- Calamity Anne's Love Affair - cortometraggio (1914)
- In the Footprints of Mozart - cortometraggio (1914)
- Sheltering an Ingrate - cortometraggio (1914)
- Jim - cortometraggio  (1914)
- Blue Knot, King of Polo - cortometraggio (1914)
- The Little House in the Valley - cortometraggio (11914)
- Mein Lieber Katrina Catches a Convict- cortometraggio (1914)
- The Lure of the Sawdust - cortometraggio (1914)
- Youth and Art - cortometraggio (1914)
- Business Versus Love - cortometraggio (1914)
- The Broken Barrier - cortometraggio (1914)
- All on Account of a Jug - cortometraggio (1914)
- At the End of a Perfect Day - cortometraggio (1914)
- The Widow - cortometraggio (1914)
- The Butterfly - cortometraggio (1914)
- False Gods - cortometraggio (1914)
- Lodging for the Night - cortometraggio (1914)
- Damaged Goods (1914)
- The Ingrate - cortometraggio (1914)
- Down by the Sea - cortometraggio (1914)
- Daylight - cortometraggio (1914)
- The Final Impulse - cortometraggio (1914)
- The Ruin of Manley - cortometraggio (1914)
- A Slice of Life, co-regia di William Desmond Taylor - cortometraggio (1914)
- The Stolen Masterpiece - cortometraggio (1914)
- Old Enough to Be Her Grandpa - cortometraggio (1914)
- In the Candlelight - cortometraggio (1914)
- The Strength o' Ten - cortometraggio (1914)
- Out of the Darkness - cortometraggio (1914)
- The Girl in Question - cortometraggio (1914)
- The Sower Reaps - cortometraggio (1914)
- The Unseen Vengeance - cortometraggio (1914)

#### 1915
- The Legend Beautiful - cortometraggio (1915)
- The Black Ghost Bandit - cortometraggio (1915)
- Refining Fires - cortometraggio (1915)
- Coals of Fire - cortometraggio (1915)
- The Law of the Wilds - cortometraggio (1915)
- A Heart of Gold - cortometraggio (1915)
- The Wily Chaperon - cortometraggio (1915)
- In the Twilight - cortometraggio (1915)
- She Never Knew - cortometraggio (1915)
- Heart of Flame - cortometraggio (1915)
- The Echo - cortometraggio (1915)
- The Two Sentences - cortometraggio (1915)
- Competition, co-regia di B. Reeves Eason - cortometraggio (1915)
- In the Heart of the Woods - cortometraggio (1915)
- In the Sunlight - cortometraggio (1915)
- A Touch of Love - cortometraggio (1915)
- The Lure of the Mask (1915)
- A Golden Rainbow - cortometraggio (1915)
- The Right to Happiness - cortometraggio (1915)
- The Secretary of Frivolous Affairs (1915)
- The Great Question - cortometraggio (1915)
- The House of a Thousand Scandals (1915)
- Pardoned - cortometraggio (1915)
- The End of the Road (1915)
- The Buzzard's Shadow (1915)
- The Tragic Circle - cortometraggio (1915)

#### 1916
- The Other Side of the Door (1916)
- The Secret Wire - cortometraggio (1916)
- The Gamble - cortometraggio (1916)
- The Man in the Sombrero - cortometraggio (1916)
- The Broken Cross - cortometraggio (1916)
- Lillo of the Sulu Seas - cortometraggio (1916)
- Life's Blind Alley (1916)
- The Happy Masquerader - cortometraggio (1916)
- The Suppressed Order - cortometraggio (1916)
- In the Shuffle - cortometraggio (1916)
- Bonds of Deception - cortometraggio (1916)
- Pendulum of Chance - cortometraggio (1916)
- His Masterpiece - cortometraggio (1916)
- Realization - cortometraggio (1916)
- A Broken Genius - cortometraggio (1916)
- Pierre Brissac, the Brazen - cortometraggio (1916)
- The Profligate - cortometraggio (1916)
- The Pretender - cortometraggio (1916)
- Repaid - cortometraggio (1916)
- The Trail of the Thief - cortometraggio (1916)
- Convicted for Murder - cortometraggio (1916)
- The Fate of the Dolphin - cortometraggio (1916)
- Out of the Rainbow - cortometraggio (1916)
- The Power of Mind - cortometraggio (1916)

#### 1917/1919
- The Single Code (1917)
- Her Bargain[3] (1917)
- The Crime of the Hour (1918)
- Secret Marriage (1919)
- Broth for Supper (1919)

### Sceneggiatore
- The Best Man Wins, regia di Tom Ricketts (1911)
- A Brave Little Woman, regia di Thomas Ricketts (1912)
- The Feudal Debt, regia di Thomas Ricketts (1912)
- Over a Cracked Bowl, regia di Thomas Ricketts (1912)
- The Bachelor and the Baby, regia di Thomas Ricketts (1912)
- In the Moonlight, regia di Thomas Ricketts - cortometraggio (1914)
- Sheltering an Ingrate, regia di Thomas Ricketts (1914)
- False Gods, regia di Thomas Ricketts (1914)
- The Secretary of Frivolous Affairs, regia di Thomas Ricketts (1915)
- The Great Question, regia di Thomas Ricketts (1915)
- The House of a Thousand Scandals, regia di Thomas Ricketts - cortometraggio (1915)
- Pardoned, regia di Thomas Ricketts - cortometraggio (1915)
- The Buzzard's Shadow, regia di Thomas Ricketts (1915)
- The Tragic Circle, regia di Thomas Ricketts (1915)
- The Secret Wire
- The Gamble
- The Man in the Sombrero
- The Broken Cross (1916)
- Lillo of the Sulu Seas
- Life's Blind Alley, regia di Thomas Ricketts (1916)